# ماكسيمو راميريز
ماكسيمو راميريز (بالإسبانية: Máximo Ramírez)‏ هو لاعب كرة قدم بوليفي في مركز الدفاع، ولد في 9 يونيو 1933 في بوليفيا. شارك مع منتخب بوليفيا لكرة القدم. أما مع النوادي، فقد لعب مع ذي سترونغيست.

## وصلات خارجية
- ماكسيمو راميريز على موقع الاتحاد الدولي (مؤرشف)  (الإنجليزية)
- ماكسيمو راميريز على موقع قاعدة بيانات كرة القدم.إي يو (الإنجليزية)